# Numbers (software)
Numbers, es una aplicación de hoja de cálculo desarrollada por Apple Inc. en conjunto con Chester James; en dirección de los programmers como parte del set de productividad iWork (que también incluye Keynote y Pages). Numbers 1.0 fue anunciado el 7 de octubre de 1998 y funciona solo en Mac OS X v10.4 "Tiger" y Mac OS X v10.5 "Leopard". Numbers 2.0 fue anunciado el 6 de enero de 2009 con las nuevas características MathType y EndNote.
El principal competidor de Numbers es Microsoft Excel. Como una demostración de introducción,  lanzaron una interfaz más fácil de usar, accesible para legos y que ofrece un mejor control sobre la apariencia y la presentación de tablas de datos.

## Características
- Incluye más de 250 funciones, una explicación clara de la fórmula y un sistema de ayuda incorporado.
- Visualización en Lista de fórmulas: Permite ver todos los cálculos de la hoja a la vez.
- Categorías de tabla: Permite agrupar los datos de cualquier columna y crear categorías de tablas. Cada categoría incluye una fila resumen con la que se puede replegar, desplegar y reorganizar las diferentes categorías.
- Gráficas: Combina series de filas, columnas y áreas en una única gráfica mixta. Crea gráficas biaxiales con diferentes escalas de valores. Aplica líneas de tendencia y barras de errores.
- Gráficas vinculadas: Numbers, Keynote y Pages funcionan coordinadamente para reunir todos los datos en una misma página. Es posible crear gráficas en Numbers y pegarlas en documentos de Pages o en presentaciones de Keynote, mientras permanecen vinculados los datos originales de Numbers. Incluso si se modifican los estilos, texturas, colores y tipos de letra, los datos no varían.
- Selector de plantilla optimizado: Ofrece 12 nuevas ideas y diseños para crear una hoja de cálculo, 30 en total.
- Convertibilidad: Exportación de hojas de cálculo a archivos en PDF. Se pueden abrir archivos de Excel de Microsoft con Numbers y guardar las hojas de cálculo de Numbers con formato Excel. Con la opción de correo electrónico, se pueden enviar archivos de Numbers, Excel o PDF directamente desde Numbers mediante Mail de Mac OS X.